# Horoatu Crasnei
Horoatu Crasnei là một xã thuộc hạt Sălaj, România. Dân số thời điểm năm 2002 là 2850 người.